# Torneo Metropolitano 2014 (Uruguay)
El Metro 2014, organizado por la FUBB, comenzó el 9 de junio de 2014, y finalizó el 29 de septiembre del mismo año. Esta liga nuclea a los equipos de Segunda División del Básquetbol uruguayo.

## Ascensos y descensos
| Club           | Descendido por         |
| -------------- | ---------------------- |
| Nacional       | 5° Permanencia 2013-14 |
| Tabaré         | 6° Permanencia 2013-14 |
| Unión Atlética | 7° Permanencia 2013-14 |

| Club           | Ascendido por           |
| -------------- | ----------------------- |
| Olivol Mundial | Campeón del DTA 2013    |
| Romis Nelimar  | Subcampeón del DTA 2013 |

| Club          | Ascendido por                    |
| ------------- | -------------------------------- |
| Larre Borges  | Campeón del Metro 2013           |
| Guruyú Waston | Ganador Play-Offs del Metro 2013 |

| Club  | Descendido por     |
| ----- | ------------------ |
| Colón | 12° del Metro 2013 |

## Equipos participantes

### Capital
| Club                                          | Ciudad     | Barrio        | Entrenador          | 13                           |
| --------------------------------------------- | ---------- | ------------- | ------------------- | ---------------------------- |
| Club Atlético 25 de Agosto                    | Montevideo | Villa Dolores | Daniel Giacoya      | 10°                          |
| Club Sportivo Capitol                         | Montevideo | Prado         | Alberto Rico        | 8°                           |
| Club Atlético Marne                           | Montevideo | Bolivar       | Adrián Laborda      | 7°                           |
| Club Nacional de Football                     | Montevideo | La Blanqueada | Gonzalo Caneiro     | Descenso de la Liga - 13°    |
| Institución Deportiva y Social Olivol Mundial | Montevideo | Prado         | Fernando Joanicó    | Ascenso del DTA - Campeón    |
| Institución Deportiva Romis Nelimar           | Montevideo | Centro        | No participó        | Ascenso del DTA - Subcampeón |
| Club Atlético Stockolmo                       | Montevideo | Prado         | Alejandro Santerini | 9°                           |
| Club Atlético Tabaré                          | Montevideo | Parque Batlle | Eduardo Hernández   | Descenso de la Liga - 14°    |
| Club Unión Atlética                           | Montevideo | Malvín        | Javier Espíndola    | Descenso de la Liga - 15°    |
| Urunday Universitario                         | Montevideo | Prado         | Héctor Da Prá       | Play-Offs                    |
| Verdirrojo Basketball Club                    | Montevideo | Cerro         | Mathías Nieto       | 6°                           |
| Club Atlética Welcome                         | Montevideo | Parque Rodó   | Pedro Pereira       | Play-Offs                    |
| Club Atlético Yale                            | Montevideo | Jacinto Vera  | Humberto Barros     | 11°                          |

### Litoral Norte
| Club                           | Ciudad   | 13-14                                   |
| ------------------------------ | -------- | --------------------------------------- |
| Centro Allavena                | Paysandú | Campeón Litoral Norte 13-14             |
| Paysandú Wanderers Fútbol Club | Paysandú | Reclasificatorio LUB 13-14              |
| Salto Uruguay Fútbol Club      | Salto    | Cuartos de final en Litoral Norte 13-14 |
| Touring Basketball Club        | Paysandú | Cuartos de final en Litoral Norte 13-14 |

## Desarrollo

### Temporada regular
Esta fase comenzó el 9 de junio, siendo el arranque oficial del Metro. Concluida la misma se obtuvo al campeón del torneo, a los cuatro equipos que pasan a jugar la Segunda Fase (junto con 4 equipos del Interior) y al equipo que descendió.

#### Tabla de posiciones
| Puesto | Equipo                | PJ | PG | PP | Pts. |
| ------ | --------------------- | -- | -- | -- | ---- |
| 1º     | Urunday Universitario | 22 | 20 | 2  | 42   |
| 2º     | Welcome               | 22 | 20 | 2  | 42   |
| 3º     | Tabaré                | 22 | 12 | 10 | 34   |
| 4º     | Nacional              | 22 | 12 | 10 | 34   |
| 5º     | Unión Atlética        | 22 | 12 | 10 | 34   |
| 6º     | Olivol Mundial        | 22 | 11 | 11 | 33   |
| 7º     | Verdirrojo            | 22 | 9  | 13 | 31   |
| 8º     | Stockolmo             | 22 | 10 | 12 | 31   |
| 9º     | Capitol               | 22 | 8  | 14 | 30   |
| 10º    | Marne                 | 22 | 7  | 15 | 29   |
| 11º    | Yale                  | 22 | 7  | 15 | 29   |
| 12º    | 25 de Agosto          | 22 | 4  | 18 | 26   |
| --     | Romis Nelimar         | 0  | 0  | 0  | --   |

|  | Campeón del Torneo y asciende a la Liga Uruguaya de Básquetbol 2015-16 |
|  | Equipos clasificados a la Segunda Fase                                 |
|  | Desciende al DTA 2015                                                  |

#### Resultados
| Fecha 1        | Fecha 1   | Fecha 1               | Fecha 1 |
| Local          | Resultado | Visitante             |         |
| -------------- | --------- | --------------------- | ------- |
| Nacional       | 80:61     | Yale                  |         |
| Olivol Mundial | 99:74     | Capitol               |         |
| Unión Atlética | 63:84     | Welcome               |         |
| Tabaré         | 74:62     | 25 de Agosto          |         |
| Stockolmo      | 69:79     | Verdirrojo            |         |
| Marne          | 91:98     | Urunday Universitario |         |

| Fecha 2               | Fecha 2   | Fecha 2        | Fecha 2 |
| Local                 | Resultado | Visitante      |         |
| --------------------- | --------- | -------------- | ------- |
| Urunday Universitario | 78:65     | Stockolmo      |         |
| Verdirrojo            | 79:59     | 25 de Agosto   |         |
| Tabaré                | 82:67     | Unión Atlética |         |
| Welcome               | 81:82     | Olivol Mundial |         |
| Capitol               | 79:77     | Nacional       |         |
| Yale                  | 78:79     | Marne          |         |

| Fecha 3        | Fecha 3   | Fecha 3               | Fecha 3 |
| Local          | Resultado | Visitante             |         |
| -------------- | --------- | --------------------- | ------- |
| Nacional       | 80:89     | Welcome               |         |
| Olivol Mundial | 69:73     | Tabaré                |         |
| Unión Atlética | 85:83     | Verdirrojo            |         |
| 25 de Agosto   | 74:91     | Urunday Universitario |         |
| Stockolmo      | 80:68     | Marne                 |         |
| Yale           | 90:66     | Capitol               |         |

| Fecha 4               | Fecha 4   | Fecha 4        | Fecha 4 |
| Local                 | Resultado | Visitante      |         |
| --------------------- | --------- | -------------- | ------- |
| Urunday Universitario | 73:80     | Unión Atlética |         |
| Verdirrojo            | 75:76     | Olivol Mundial |         |
| Tabaré                | 85:66     | Nacional       |         |
| Welcome               | 99:83     | Capitol        |         |
| Stockolmo             | 80:72     | Yale           |         |
| 25 de Agosto          | 97:94     | Marne          |         |

| Fecha 5        | Fecha 5   | Fecha 5               | Fecha 5 |
| Local          | Resultado | Visitante             |         |
| -------------- | --------- | --------------------- | ------- |
| Nacional       | 94:102    | Verdirrojo            |         |
| Olivol Mundial | 81:87     | Urunday Universitario |         |
| Unión Atlética | 82:92     | Marne                 |         |
| 25 de Agosto   | 77:73     | Stockolmo             |         |
| Capitol        | 60:61     | Tabaré                |         |
| Yale           | 75:88     | Welcome               |         |

| Fecha 6               | Fecha 6   | Fecha 6        | Fecha 6 |
| Local                 | Resultado | Visitante      |         |
| --------------------- | --------- | -------------- | ------- |
| Urunday Universitario | 108:78    | Nacional       |         |
| Verdirrojo            | 91:81     | Capitol        |         |
| Tabaré                | 56:78     | Welcome        |         |
| 25 de Agosto          | 77:84     | Yale           |         |
| Stockolmo             | 75:82     | Unión Atlética |         |
| Marne                 | 79:84     | Olivol Mundial |         |

| Fecha 7        | Fecha 7   | Fecha 7               | Fecha 7 |
| Local          | Resultado | Visitante             |         |
| -------------- | --------- | --------------------- | ------- |
| Nacional       | 93:86     | Marne                 |         |
| Olivol Mundial | 59:63     | Stockolmo             |         |
| Unión Atlética | 76:73     | 25 de Agosto          |         |
| Welcome        | 85:71     | Verdirrojo            |         |
| Capitol        | 79:84     | Urunday Universitario |         |
| Yale           | 81:77     | Tabaré                |         |

| Fecha 8               | Fecha 8   | Fecha 8        | Fecha 8 |
| Local                 | Resultado | Visitante      |         |
| --------------------- | --------- | -------------- | ------- |
| Urunday Universitario | 100:85    | Welcome        |         |
| Verdirrojo            | 61:82     | Tabaré         |         |
| Unión Atlética        | 70:60     | Yale           |         |
| 25 de Agosto          | 91:97     | Olivol Mundial |         |
| Stockolmo             | 74:80     | Nacional       |         |
| Marne                 | 91:99     | Capitol        |         |

| Fecha 9        | Fecha 9   | Fecha 9               | Fecha 9 |
| Local          | Resultado | Visitante             |         |
| -------------- | --------- | --------------------- | ------- |
| Nacional       | 86:71     | 25 de Agosto          |         |
| Olivol Mundial | 68:69     | Unión Atlética        |         |
| Tabaré         | 84:86     | Urunday Universitario |         |
| Welcome        | 84:53     | Marne                 |         |
| Capitol        | 74:76     | Stockolmo             |         |
| Yale           | 66:77     | Verdirrojo            |         |

| Fecha 10              | Fecha 10  | Fecha 10   | Fecha 10 |
| Local                 | Resultado | Visitante  |          |
| --------------------- | --------- | ---------- | -------- |
| Urunday Universitario | 88:64     | Verdirrojo |          |
| Olivol Mundial        | 75:53     | Yale       |          |
| Unión Atlética        | 90:105    | Nacional   |          |
| 25 de Agosto          | 77:81     | Capitol    |          |
| Stockolmo             | 72:82     | Welcome    |          |
| Marne                 | 70:78     | Tabaré     |          |

| Fecha 11   | Fecha 11  | Fecha 11              | Fecha 11 |
| Local      | Resultado | Visitante             |          |
| ---------- | --------- | --------------------- | -------- |
| Nacional   | 94:93     | Olivol Mundial        |          |
| Verdirrojo | 88:64     | Marne                 |          |
| Tabaré     | 69:72     | Stockolmo             |          |
| Welcome    | 113:77    | 25 de Agosto          |          |
| Capitol    | 77:80     | Unión Atlética        |          |
| Yale       | 78:87     | Urunday Universitario |          |

| Fecha 12              | Fecha 12  | Fecha 12       | Fecha 12 |
| Local                 | Resultado | Visitante      |          |
| --------------------- | --------- | -------------- | -------- |
| Yale                  | 71:74     | Nacional       |          |
| Capitol               | 94:81     | Olivol Mundial |          |
| Welcome               | 94:80     | Unión Atlética |          |
| 25 de Agosto          | 58:68     | Tabaré         |          |
| Verdirrojo            | 84:85     | Stockolmo      |          |
| Urunday Universitario | 95:76     | Marne          |          |

| Fecha 13       | Fecha 13  | Fecha 13              | Fecha 13 |
| Local          | Resultado | Visitante             |          |
| -------------- | --------- | --------------------- | -------- |
| Stockolmo      | 79:80     | Urunday Universitario |          |
| 25 de Agosto   | 92:78     | Verdirrojo            |          |
| Unión Atlética | 69:63     | Tabaré                |          |
| Olivol Mundial | 71:76     | Welcome               |          |
| Nacional       | 86:82     | Capitol               |          |
| Marne          | 82:71     | Yale                  |          |

| Fecha 14              | Fecha 14  | Fecha 14       | Fecha 14 |
| Local                 | Resultado | Visitante      |          |
| --------------------- | --------- | -------------- | -------- |
| Welcome               | 87:82     | Nacional       |          |
| Tabaré                | 73:66     | Olivol Mundial |          |
| Verdirrojo            | 64:74     | Unión Atlética |          |
| Urunday Universitario | 81:67     | 25 de Agosto   |          |
| Marne                 | 80:86     | Stockolmo      |          |
| Capitol               | 71:70     | Yale           |          |

| Fecha 15       | Fecha 15  | Fecha 15              | Fecha 15 |
| Local          | Resultado | Visitante             |          |
| -------------- | --------- | --------------------- | -------- |
| Unión Atlética | 69:79     | Urunday Universitario |          |
| Olivol Mundial | 71:68     | Verdirrojo            |          |
| Nacional       | 84:83     | Tabaré                |          |
| Capitol        | 81:100    | Welcome               |          |
| Yale           | 93:75     | Stockolmo             |          |
| Marne          | 92:89     | 25 de Agosto          |          |

| Fecha 16              | Fecha 16  | Fecha 16       | Fecha 16 |
| Local                 | Resultado | Visitante      |          |
| --------------------- | --------- | -------------- | -------- |
| Verdirrojo            | 95:91     | Nacional       |          |
| Urunday Universitario | 82:61     | Olivol Mundial |          |
| Marne                 | 64:87     | Unión Atlética |          |
| Stockolmo             | 92:74     | 25 de Agosto   |          |
| Tabaré                | 85:64     | Capitol        |          |
| Welcome               | 94:47     | Yale           |          |

| Fecha 17       | Fecha 17  | Fecha 17              | Fecha 17 |
| Local          | Resultado | Visitante             |          |
| -------------- | --------- | --------------------- | -------- |
| Nacional       | 97:102    | Urunday Universitario |          |
| Capitol        | 82:100    | Verdirrojo            |          |
| Welcome        | 80:69     | Tabaré                |          |
| Yale           | 73:71     | 25 de Agosto          |          |
| Unión Atlética | 83:82     | Stockolmo             |          |
| Olivol Mundial | 76:88     | Marne                 |          |

| Fecha 18              | Fecha 18  | Fecha 18       | Fecha 18 |
| Local                 | Resultado | Visitante      |          |
| --------------------- | --------- | -------------- | -------- |
| Marne                 | 72:63     | Nacional       |          |
| Stockolmo             | 69:75     | Olivol Mundial |          |
| 25 de Agosto          | 94:84     | Unión Atlética |          |
| Verdirrojo            | 70:79     | Welcome        |          |
| Urunday Universitario | 79:68     | Capitol        |          |
| Tabaré                | 80:87     | Yale           |          |

| Fecha 19       | Fecha 19  | Fecha 19              | Fecha 19 |
| Local          | Resultado | Visitante             |          |
| -------------- | --------- | --------------------- | -------- |
| Welcome        | 76:67     | Urunday Universitario |          |
| Tabaré         | 90:84     | Verdirrojo            |          |
| Yale           | 98:109    | Unión Atlética        |          |
| Olivol Mundial | 88:83     | 25 de Agosto          |          |
| Nacional       | 81:74     | Stockolmo             |          |
| Capitol        | 91:76     | Marne                 |          |

| Fecha 20              | Fecha 20  | Fecha 20       | Fecha 20 |
| Local                 | Resultado | Visitante      |          |
| --------------------- | --------- | -------------- | -------- |
| 25 de Agosto          | 72:75     | Nacional       |          |
| Unión Atlética        | 85:97     | Olivol Mundial |          |
| Urunday Universitario | 87:82     | Tabaré         |          |
| Marne                 | 92:103    | Welcome        |          |
| Stockolmo             | 83:72     | Capitol        |          |
| Verdirrojo            | 75:72     | Yale           |          |

| Fecha 21   | Fecha 21  | Fecha 21              | Fecha 21 |
| Local      | Resultado | Visitante             |          |
| ---------- | --------- | --------------------- | -------- |
| Verdirrojo | 77:100    | Urunday Universitario |          |
| Yale       | 88:86     | Olivol Mundial        |          |
| Nacional   | 70:64     | Unión Atlética        |          |
| Capitol    | 78:66     | 25 de Agosto          |          |
| Welcome    | 95:50     | Stockolmo             |          |
| Tabaré     | 74:55     | Marne                 |          |

| Fecha 22              | Fecha 22  | Fecha 22   | Fecha 22 |
| Local                 | Resultado | Visitante  |          |
| --------------------- | --------- | ---------- | -------- |
| Olivol Mundial        | 77:62     | Nacional   |          |
| Marne                 | 20:0      | Verdirrojo |          |
| Stockolmo             | 66:62     | Tabaré     |          |
| 25 de Agosto          | 67:95     | Welcome    |          |
| Unión Atlética        | 75:76     | Capitol    |          |
| Urunday Universitario | 102:71    | Yale       |          |

#### Partidos de Desempate
| Desempate                                                                             | Desempate | Desempate             | Desempate |
| Equipo 1                                                                              | Resultado | Equipo 2              |           |
| ------------------------------------------------------------------------------------- | --------- | --------------------- | --------- |
| Welcome                                                                               | 93:94     | Urunday Universitario |           |
| Urunday Universitario                                                                 | 86:79     | Welcome               |           |
| Urunday Universitario se coronó como el campeón del torneo y ascendió a la LUB 15-16. |           |                       |           |

### Zona Litoral Norte
Esta fase comenzó en septiembre con cuatro equipos: Allavena, Paysandú Wanderers, Salto Uruguay y Touring.
Paysandú Wanderers se terminó coronándose campeón tras superar en la final a Allavena con una serie 3 a 1 a favor.

### Segunda Fase
Esta fase comenzó el 19 de septiembre, concluida la misma se obtuvo a los cuatro clasificados a la Tercera Fase.

#### Grupo A

##### Tabla de posiciones
| Puesto | Equipo         | PJ | PG | PP | Pts. |
| ------ | -------------- | -- | -- | -- | ---- |
| 1º     | Welcome        | 3  | 3  | 0  | 6    |
| 2º     | Unión Atlética | 3  | 2  | 1  | 5    |
| 3º     | Salto Uruguay  | 3  | 1  | 2  | 4    |
| 4º     | Touring        | 3  | 0  | 3  | 3    |

|  | Equipos clasificados a la Tercera Fase |

##### Resultados
| Fecha 1        | Fecha 1   | Fecha 1   | Fecha 1 |
| Local          | Resultado | Visitante |         |
| -------------- | --------- | --------- | ------- |
| Salto Uruguay  | 77:75     | Touring   |         |
| Unión Atlética | 72:73     | Welcome   |         |

| Fecha 2        | Fecha 2   | Fecha 2   | Fecha 2 |
| Local          | Resultado | Visitante |         |
| -------------- | --------- | --------- | ------- |
| Unión Atlética | 78:69     | Touring   |         |
| Salto Uruguay  | 63:102    | Welcome   |         |

| Fecha 3       | Fecha 3   | Fecha 3        | Fecha 3 |
| Local         | Resultado | Visitante      |         |
| ------------- | --------- | -------------- | ------- |
| Welcome       | 110:93    | Touring        |         |
| Salto Uruguay | 60:76     | Unión Atlética |         |

#### Grupo B

##### Tabla de posiciones
| Puesto | Equipo             | PJ | PG | PP | Pts. |
| ------ | ------------------ | -- | -- | -- | ---- |
| 1º     | Nacional           | 3  | 2  | 1  | 5    |
| 2º     | Tabaré             | 3  | 2  | 1  | 5    |
| 3º     | Allavena           | 3  | 1  | 2  | 4    |
| 4º     | Paysandú Wanderers | 3  | 1  | 2  | 4    |

|  | Equipos clasificados a la Tercera Fase |

##### Resultados
| Fecha 1            | Fecha 1   | Fecha 1   | Fecha 1 |
| Local              | Resultado | Visitante |         |
| ------------------ | --------- | --------- | ------- |
| Paysandú Wanderers | 70:78     | Allavena  |         |
| Tabaré             | 78:75     | Nacional  |         |

| Fecha 2            | Fecha 2   | Fecha 2   | Fecha 2 |
| Local              | Resultado | Visitante |         |
| ------------------ | --------- | --------- | ------- |
| Paysandú Wanderers | 63:86     | Nacional  |         |
| Allavena           | 73:84     | Tabaré    |         |

| Fecha 3            | Fecha 3   | Fecha 3   | Fecha 3 |
| Local              | Resultado | Visitante |         |
| ------------------ | --------- | --------- | ------- |
| Paysandú Wanderers | 82:61     | Tabaré    |         |
| Allavena           | 72:89     | Nacional  |         |

### Tercera Fase
Esta fase comenzó el 24 de septiembre, concluida la misma se obtuvo a los dos equipos que ascendieron a la Liga Uruguaya de Básquetbol 2015-16.

#### Resultados
| Únicos Partidos | Únicos Partidos | Únicos Partidos | Únicos Partidos |
| Local           | Resultado       | Visitante       |                 |
| --------------- | --------------- | --------------- | --------------- |
| Welcome         | 70:61           | Nacional        |                 |
| Unión Atlética  | 54:76           | Tabaré          |                 |

|  | Asciende a la Liga Uruguaya de Básquetbol 2015-16 |